# Classe Alsace
Le navi da battaglia classe Alsace furono ordinate in due unità dalla Marine Nationale nel maggio 1940. Altre quattro gemelle si dice avrebbero dovuto seguire. Le prime sarebbero dovute entrare in servizio nel 1942-43. Rispetto alle precedenti corazzate classe Richelieu avevano un armamento potenziato, basato su tre torri quadruple con cannoni da 380 mm.
Nemmeno una fu impostata, ed esistono solo vari disegni su come sarebbero potute essere. Probabilmente erano il disegno della Guascogne, ultima Richelieu, rivisto. Lo storico navale italiano Giorgio Giorgerini fa notare comunque che la loro ordinazione, a poche settimane dalla capitolazione della Francia, non poteva che essere un fatto simbolico e fine a se stesso.

## Storia
Sulla genesi del disegno delle corazzate classe Alsace ben poco si conosce. Le origini vanno probabilmente ricercata nella quarta unità della classe Richelieu, la Gascogne. Questa aveva una disposizione completamente diversa dalle prime tre unità: non più due torri quadruple concentrate a prua, bensì distribuite far prua e poppa. Ugualmente, i cannoni antisiluranti da 152 mm erano disposti in modo diverso, non più tutti a poppa, ma due torri triple a prua, dietro alla torre anteriore da 380 mm, mentre la terza torre tripla era collocata sopra la torre quadrupla di poppa. Soprattutto, cosa notevole, tutte le torri dell'armamento secondario si sarebbero trovate in asse con la nave, permettendo di avere un maggior campo di tiro, rispetto alla soluzione classica adottata all'epoca sulle navi da battaglia. Si pensi ad esempio alle corazzate classe Littorio, che pur disponendo di quattro torri triple da 152 mm, di fatto potevano impiegarne solo due contro lo stesso obbiettivo. La disposizione migliore degli armamenti vi era sulla corazzata tedesca Bismarck, che stanziava gli 8 cannoni principali da 380 mm in 4 torri binate e la disposizione delle torri secondarie e a doppio uso gli permetteva di avere un alto raggio di brandeggio e il fuoco di tutti i cannoni senza esporre completamente la bordata. Invece le soluzioni dei francesi privilegiavano poche torri con un gran numero di cannoni, a vantaggio del minor peso. Il prezzo da pagare ovviamente per questa soluzione era di contro la mancata ridondanza dei componenti: un solo colpo su una torre di grosso calibro, avrebbe significato rischiar di perdere il 50% dell'armamento da 380 mm.

Probabilmente proprio queste considerazioni sulla vulnerabilità della soluzione di due torri quadruple, oltre al tutto sommato leggermente modesto numero di cannoni imbarcato rispetto al peso delle navi (si pensi alle corazzate statunitensi classe South Dakota, che con uguale dislocamento imbarcavano 9 cannoni da 406 mm e 20 da 127 mm), portò a pensare di rivedere il progetto della Gascogne con l'aggiunta di una terza torre quadrupla da 380 mm. Si sarebbe così ottenuto con un discreto aumento di dimensioni e di dislocamento un notevole miglioramento della potenza di fuoco, con l'aumento del 50% delle armi principali.
Una soluzione simile era stata adottata già dai tedeschi sulle due corazzate 
classe Scharnorst, nate come un miglioramento della Admiral Graf Spee e poi durante i lavori di costruzione potenziati con l'aggiunta di una terza torre tripla da 280 mm.
Le prime due unità, indicate come Alsace e Normandie, furono ordinate nel maggio del 1940. Decisione sicuramente strana, se si pensa che già c'erano in costruzione altre tre corazzate classe Richelieu, mentre la capoclasse stessa stava iniziando le prove in mare. Si è ipotizzato che le sei unità francesi fossero state ordinate per contrastare le sei corazzate classe H della Kriegsmarine, la cui prima unità era stata impostata nel maggio del 1939. Ma la costruzione di tali unità, facenti parte del Piano Z voluto dall'ammiraglio Erich Raeder, era stata sospesa già nel settembre del 1939, per dare priorità al completamento delle due corazzate già in cantiere (Bismark e Tirpitz), nonché alla costruzione di sommergibili. Difficile quindi capire il significato per il quale la Marine Nationale abbia ordinato le prime due corazzate classe Alsace, se non per forse una questione di orgoglio e prestigio nazionale, nei momenti bui che precedettero al sconfitta e la capitolazione. In effetti, nel maggio del 1940, le priorità belliche erano ben altre, con la Campagna di Francia che stava velocemente volgendo al peggio per gli Alleati.
Oltre alle già citate Alsace e Normandie, altre quattro erano da ordinare; delle prime due si hanno i nomi: Flandre e Bourgogne.

Disegni delle possibili configurazioni delle Alsace. In alto è riprodotta la Richelieu per comparazione

## Tecnica

### Disegno
L'indizio più evidente che le unità della classe Alsace furono ordinate più per orgoglio che per necessità belliche attentamente pianificate risiede nel fatto che il loro disegno non era ancora congelato nel giugno del 1940, al momento della capitolazione della Francia. Esistono vari figurini, tipici di ogni progetto che giustamente passa attraverso vari stadi. Quale fosse quello finale però non è dato a saperlo. Unico punto fermo resta la disposizione delle tre torri quadruple da 380 mm, due a prua e uno a poppa. Dai figurini si evince che le due torri di prua erano ben distanziate, come sulla Richelieu, onde evitare che un solo colpo fortunato potesse immobilizzarle entrambe. Tale soluzione era già stata teorizzata dal Generale del Genio Navale Ferrati per le corazzate italiane classe Francesco Caracciolo, impostate nel 1914 ma mai terminate per le vicende belliche; le corazzate francesi furono quindi le uniche navi da battaglia che ebbero le torri principali ben distanziate, soluzione peraltro imposta dalla necessità di dover preservare le stesse a causa dell'alto numero di cannoni installati su di esse.
L'armamento secondario, composto da torri triple da 152 mm, le stesse delle Richelieu e degli incrociatori leggeri contemporanei, appaiono in numero di tre o quattro, in varie posizioni; in ogni caso almeno due torri, se non tutte e tre, si sarebbero dovute trovare in asse con le torri di calibro principale. Le due ipotesi per l'armamento antisilurante in pratica ricalcavano quella della Gascogne (ovviamente invertito, con due torri a poppa e una a prua) o quello delle corazzate classe Yamato, che all'entrata in servizio avevano due torri in asse coi grossi calibri e due ai lati del fumaiolo (queste ultime furono rimosse nel 1944 per potenziare l'armamento antiaereo).
L'armamento antiaereo era incentrato in pezzi da 100 mm, in complessi binati. Il loro numero arrivava fino a 24 bocche da fuoco, qualora le torri da 152 mm fossero state solo tre. Si hanno poche indicazioni sull'armamento antiaereo leggero, ma è probabile che, se le unità fossero state completate, sicuramente sarebbe stato assai consistente, vista l'accresciuta minaccia aerea che avvenne negli anni di guerra.
Circa l'apparato motore, probabilmente sarebbero state installate sei-otto caldaie ad alta pressione con quattro gruppi di turbine e riduttori doppi, soluzione pionierizzata proprio dalla Marina Francese. Considerata l'attenzione della Marine Nationale per la velocità delle sue navi, probabilmente si sarebbe fatto il possibile per poter raggiungere almeno i 30 nodi.

### Armamento

#### Cannoni da 380 mm
L'armamento principale da progetto era di dodici cannoni da 380 mm, progettati nel 1935 ed entrati in servizio nel 1940 sulla Richelieu. Tali armi, lunghe 45 calibri, ovvero 17822 mm, pesavano 94130 kg ciascuna. La camera di scoppio era di 456,6 litri. la cadenza di tiro era riportata come 1,33 colpi al minuto. I proiettili perforanti erano lunghi 1,9 metri e pesavano 884 kg. Stesse dimensioni e pesi avevano i colpi ad alto esplosivo. Per il lancio si usavano cariche da 228 kg. Ogni anima del cannone aveva una vita di circa 200 colpi. La velocità d'uscita del proietto era di 830 m/s, con una pressione di 3200 kg/cm².
Non si sa quanti proietti sarebbero stati stivati, ma probabilmente 104, come sulle Richelieu.
Con un'elevazione di 4,4° la gittata era di 10 000 metri, con angolo di caduta di 5,2°. La velocità residua era di 675 m/s, e il potere perforante era stimato in 490 mm di corazza verticale e di 38 mm di corazza orizzontale.
Con un'elevazione di 10,9° la gittata era di 20 000 metri, con angolo di caduta di 14,2°. La velocità residua era di 544 m/s, e il potere perforante era stimato in 380 mm di corazza verticale e di 96 mm di corazza orizzontale.
Infine, con un'elevazione di 14,9° la gittata era di 25 000 metri, con angolo di caduta di 20,2°. La velocità residua era di 514 m/s, e il potere perforante era stimato in 350 mm di corazza verticale e di 126 mm di corazza orizzontale.
La gittata massima, con angolo di 35°, era di 41 700 metri, di fatto al di là della portata degli strumenti di puntamento dell'epoca.
Di fatto le prestazioni di tale arma erano assai buone, inferiori alle pari calibro italiane e tedesche, ma superiori a quelle inglesi. A 25 000 metri, di fatto la portata massima nella quale si poteva nel 1940 ingaggiare combattimento con una ragionevole speranza di colpire il nemico, il potere perforante dei proietti era di 350 mm, valore sufficiente a sfondare le corazze delle potenziali navi nemiche, quali le Littorio e le Bismark. Non sappiamo quale cadenza di dispersione potessero avere le salve, visti i pochi colpi sparati in guerra da questi cannoni, ma il calibro scelto avrebbe dovuto limitare tale fenomeno.

Uno dei due soli cannoni da 380 mm modello 1935 sopravvissuti. Questo è esposto allEcole Navale

Tali cannoni erano montati in complessi quadrupli, pesanti 2 476 tonnellate l'uno (come un cacciatorpediniere dell'epoca); tale valore rende le torri delle Richelieu e delle Alsace le più pesanti in assoluto dopo quelle triple da 460 mm delle Yamato. Il movimento delle torri era elettrico, e la velocità era di 5° al secondo. Non essendo mai stato completato definitivamente il progetto delle Alsace, non sappiamo quali campi di tiro avrebbero avuto le tre torri quadruple. È probabile che sarebbero stati di almeno 137,5° per lato, come sulla Guascogne, se non di più. Le corazzate classe Richelieu aveva -150°/+150° per la torre numero 1 e -157°/+157° per la torre numero 2.
È probabile che ogni torre sarebbe stata equipaggiata con un telemetro, per il tiro autonomo in caso di danni ala centrarle di tiro. Non si sa con certezza i valori di corazza delle torri dell'Alsace, ma è probabile che non si sarebbero discostati di tanto da quelli delle Richelieu.

#### Armamento secondario e antiaereo
A causa dell'incertezza del disegno finale, si ignora la consistenza e il modello delle armi secondarie prescelte, soprattutto per quanto riguarda quelle antiaeree.
È presumibile che come armamento antisilurante sarebbero stati adottati i cannoni 152/55 modello 1930, già scelti per le Richelieu e gli incrociatori leggeri classe La Gallissoniere. Queste armi, concepite per il duplice impiego antinave e antiaereosiluranti, avevano una cadenza teorica di 5 colpi al minuto e sparavano proiettili perforanti da 54 kg. Come detto, ogni arma era montata in complessi trinati, modello 1936, che in origine, proprio per la duplice funzione antinave/antiaerea dovevano avere un alzo di 90°. All'atto pratico sulle Richelieu tale valore fu limitato a 75°. È probabile che tale valore sarebbe stato adottato anche sulle Alsace, fatto salvo modifiche e migliorie degli impianti, probabilmente previsti. Il modello 1936, montato sulle Richelieu, pesava 228 t, mentre quello per incrociatori, modello 1930, 178 tonnellate. La differenza risiedeva nella diversa e più pesante corazzatura applicata per le navi da battaglia.
Per quanto riguarda l'armamento antiaereo, erano previsti i pezzi da 100/45 mm già imbarcati sulle Richelieu e sull'incrociatore pesante Algerie. Tali armi, montate in coppie su complessi con alzo di 80°, avevano principalmente l'obiettivo di colpire bombardieri in quota o in tuffo. La cadenza di tiro era di 10 colpi al minuto, valore buono, ma non eccezionale. Ogni complesso binato pesava 13,3 tonnellate.
Il numero di armi variava dagli 8 ai 12 complessi, a seconda del disegno, e quindi dell'adozione o meno delle torri rinate da 152 mm ai lati della sovrastruttura.
A completamento della panoplia, le armi leggere antiaeree da 37 e 13,2 mm. Per quanto riguarda le mitragliere pesanti da 37 mm, probabilmente sarebbero stati i complessi binati Modello 1933, con armi da 37/50 mm la cadenza di tali armi era indicata in 30 colpi al minuto. Per quanto riguarda il calibro inferiore, nella Marine Nationale si usavano ancora le Hotchkiss da 13,2/70 mm, armi del tutto inadeguato sia come portata che come potenza per arrestare gli aerei attaccanti.
Infine a poppa, era prevista, come d'uso all'epoca, una catapulta con due-tre idroricognitori.

## Protezione
Anche sulla protezione si hanno pochi dati, che sono stati inseriti in tabella. Se lo scafo fosse stato una semplice evoluzione della Guascogne, allora è presumibile che la protezione di cintura ne avrebbe ricalcato lo schema. Le corazzate classe Richelieu erano dotte di una corazza di cintura interna inclinata di 20° spessa 327 mm. Dietro di essa vi era un paraschegge, inclinato dalla parte opposta spesso 50 mm. La protezione orizzontale era composta da un ponte corazzato spesso 170 mm, con un ponte paraschegge sottostante di 40 mm. La protezione antisiluri era composta da spazi pieni e vuoti, con una paratia finale corazzata di 30 mm: sulla carta non molto efficace, e forse la più semplice in assoluto fra quelle adottate per le corazzate fra le due guerre.
È probabile che tali schemi rimanessero invariati anche per le Alsace, fatto salvo qualche variazione degli spessori. In particolar modo, con l'adozione di una terza torre quadrupla da 380 mm pesante oltre 2 200 tonnellate su uno scafo solo leggermente più grande di quello della Guascogne, si sarebbe dovuto praticare qualche "alleggerimento", probabilmente colpendo appunto le corazzature. Va anche detto che i miglioramenti della tecnica metallurgica avrebbero comportato a parità di peso una maggiore robustezza, quindi corazze più sottili non avrebbero necessariamente significato una nave meno protetta.
Per quanto riguarda le torri da 380 mm e le relative barbette, la corazza doveva aggirarsi intorno ai valori di poco superiori ai 400 mm, cioè valori che le avrebbero dovuto proteggere le Alsace dai pezzi da 406 mm delle corazzate tedesche classe H.

## Considerazioni
Difficile valutare queste corazzate, per vari motivi.
Innanzitutto, come già sottolineato più volte, si trattarono di navi ordinate a poche settimane dalla caduta della Francia sotto il giogo nazista, e quindi a seguito di motivi d'orgoglio. In secondo luogo, i disegni non furono mai terminati, proprio per il modo in cui furono ordinate.

### Grossi calibri
Il disegno più ricorrente, forse l'ultimo, le ritrae con tre torri da 152 mm, una prora e due a poppa, in asse con le tre torri quadruple da 380 mm, e come armamento antiaereo 12 complessi binati da 100 mm. Se tale disegno fosse stato completato, le Alsace sarebbero risultate un buon compromesso, con un gran numero di pezzi d'artiglieria principale, ben dodici, un record per le navi da battaglia costruite dopo il 1930. Tale numero fu previsto anche per le progettate ma mai realizzate corazzate statunitensi classe Montana, mentre, a parte le unità inglesi classe King George V, tutte le altre corazzate realizzate ebbero nove cannoni in tre complessi trinati. Solo le unità tedesche ebbero otto cannoni in quattro torri binate, disponendo quindi, in teoria, di un numero minore di bocche da fuoco primarie (va comunque evidenziato come la scelta dell'Alto comando tedesco di adottare una soluzione in apparenza superata come quella delle torrette binate, invece di più "moderne" torrette triple, fosse giustificata da precise ragioni strategiche, prima tra tutte la maggior familiarità dell'industria navale tedesca con questo tipo di soluzione quando si trattava del Calibro 380mm, che ne agevolava non poco la costruzione, e, in seconda battuta, in considerazione di avere la potenza di fuoco delle navi più equamente distribuita e che forniva un notevole vantaggio in caso di inseguimento ai danni di una nave nemica). Quindi le unità francesi classe Alsace risultavano, quantomeno sulla carta, se non altro in grado di reggere il confronto con le potenziali rivali, quali le italiane classe Littorio e le tedesche classe Bismark, ma non con le classe H, impostate ma mai completate, che se entrate in servizio avrebbero surclassato di gran lunga non solo le avversarie francesi, ma con tutta probabilità anche le corrispettive americane e britanniche. Rispetto alle succitate navi tedesche e italiane, con corazzature tutto sommato simili, o lievemente superiori per quanto riguarda le torri e le barbette, aveva un numero di pezzi principali assai superiore, anche se, come dimostrato dalla Richelieu durante le prove di tiro, il 380 mm francese era tutt'altro che un'arma affidabile, specialmente in torretta quadrupla, dove ai già piuttosto gravi problemi di accuratezza e precisione si andavano ad aggiungere guasti meccanici e noie idrauliche che tendevano a mettere completamente fuori uso le torrette con una frequenza allarmante.
A parità di calibro, i cannoni francesi erano più o meno sul livello di quelli montati sulle Classe Littorio, ma erano decisamente inferiori ai 380 mm in dotazione alla Royal Navy e ancor di più a quelli in uso sulla Bismarck e la sua gemella, la corazzata Tirpitz (per fare un termine di paragone, i telemetri montati sulla Classe Bismarck fornivano alle navi tedesche una precisione assoluta, che in un raggio di 20-21 km si traduceva in appena 50 metri di errore massimo, un'inezia in un combattimento tra navi che andavano dai 150 metri di lunghezza a più di 200, ma soprattutto un livello di precisione che le navi delle nazioni Alleate ottennero solo tramite l'utilizzo del radar come sistema di direzione di tiro).

### Armi secondarie
Diverso invece il discorso del calibro dei pezzi secondari e antiaerei. I francesi, come peraltro tedeschi giapponesi e italiani, suddivisero il compito del contrasto antinave e antiaereo in due calibri diversi, 152 mm in funzione antisilurante e 100 mm per l'antiaerea pura. È vero che i pezzi da 152 avevano la capacità di effettuare tiro di sbarramento (come pure i cannoni italiani e giapponesi), ma la bassa cadenza di tiro ne limitava l'efficacia. Viceversa inglesi e statunitensi sulle loro corazzate collocarono i più efficienti cannoni da 133 mm e 127 mm a doppio scopo (dual purpose), che con elevata cadenza di tiro - in realtà per il 133 mm inglese più teorica che reale - potevano efficacemente effettuare il tiro di sbarramento, pur conservando una discreta capacità antinave. Questo permetteva di risparmiare peso aumentando il numero di bocche da fuoco antiaeree installate: per le corazzate statunitensi dieci complessi binati da 127 mm erano lo standard. Certo, il 127 mm statunitense non aveva il potere perforante di un pezzo calibro 152 mm italiano o francese, o del 155 mm giapponese, ma è anche vero che il loro compito era quello di colpire i cacciatorpediniere, navi cioè prive di corazze, e non incrociatori o altre corazzate. La soluzione francese quindi di dividere i compiti antisilurante antiaerea su due calibri risulta conservativa e datata per il 1940. 
Lo stesso vale per le mitragliere antiaeree: il calibro da 13,2 mm era del tutto insufficiente per la difesa antiaerea, ed è probabile che se le navi fossero state completate, tali armi sarebbero state sostituite con armi da almeno 20 mm, come avvenne ad esempio sulle navi della Regia Marina.
In ogni caso tutti questi giudizi sono solo speculazioni: nessuna Alsace fu nemmeno impostata, e a parte pochi figurini, nient'altro si può valutare su questa sfortunata, e per certi versi controversa, classe di corazzate, ultima evoluzione tecnica di un disegno nato con la classe Richelieu.